# Житікаринський район
Житіка́ринський район (каз. Жітіқара ауданы, рос. Житикаринский район) — адміністративна одиниця у складі Костанайської області Казахстану. Адміністративний центр — місто Житікара.

## Населення
Населення — 42432 особи (2021; 50441 у 2009; 56497 у 1999, 74593 у 1989).
Національний склад (станом на 2010 рік):
- казахи — 20555 осіб (40,23 %)
- росіяни — 19076 осіб (37,34 %)
- українці — 5639 осіб (11,04 %)
- німці — 1635 осіб (3,20 %)
- татари — 1285 осіб (2,52 %)
- білоруси — 1119 осіб (2,19 %)
- башкири — 355 осіб
- молдовани — 205 осіб
- чеченці — 136 осіб
- корейці — 122 особи
- мордва — 112 осіб
- азербайджанці — 108 осіб
- поляки — 92 особи
- удмурти — 63 особи
- вірмени — 55 осіб
- чуваші — 50 осіб
- інгуші — 10 осіб
- інші — 472 особи

## Історія
Район був утворений у січні 1928 року як Джетигаринський. 30 квітня 1997 року район отримав сучасну назву.

## Склад
До складу району входять 1 міська адміністрація, 2 сільські адміністрації та 8 сільських округів:
| Поселення                          | Площа, км² | Населення, осіб (1989) | Населення, осіб (1999) | Населення, осіб (2009) | Населення, осіб (2021) | Центр      | К-ть нп |
| ---------------------------------- | ---------- | ---------------------- | ---------------------- | ---------------------- | ---------------------- | ---------- | ------- |
| Житікаринська міська адміністрація | -          | 48204                  | 36359                  | 33587                  | 34880                  | Житікара   | 1       |
| Пригородна сільська адміністрація  | -          | 2515                   | 2158                   | 3028                   | 1467                   | Пригородне | 1       |
| Чайковська сільська адміністрація  | -          | 2030                   | 1629                   | 1676                   | 640                    | Чайковське | 1       |
| Більшовицький сільський округ      | -          | 6386                   | 3625                   | 1812                   | 664                    | Тургеновка | 5       |
| Забіловський сільський округ       | -          | 2537                   | 2097                   | 2158                   | 1326                   | Забіловка  | 1       |
| Ирсайський сільський округ         | -          | 799                    | 962                    | 706                    | 389                    | Ирсай      | 1       |
| Мілютінський сільський округ       | -          | 1394                   | 1152                   | 1218                   | 710                    | Мілютінка  | 1       |
| Муктікольський сільський округ     | -          | 5122                   | 3944                   | 2114                   | 470                    | Муктіколь  | 2       |
| Прирічний сільський округ          | -          | 1358                   | 792                    | 1215                   | 362                    | Прирічне   | 1       |
| Степний сільський округ            | -          | 2443                   | 2302                   | 1840                   | 698                    | Степне     | 2       |
| Тохтаровський сільський округ      | -          | 1805                   | 1477                   | 1087                   | 826                    | Тохтарово  | 2       |

- 6 грудня 2005 року Пригородна селищна адміністрація перетворена в Пригородний сільський округ[4].
- 12 грудня 2007 року Пригородний сільський округ та Чайковський сільський округ перетворено відповідно в Пригородну сільську адміністрацію та Чайковську сільську адміністрацію[5].
- 14 березня 2008 року ліквідовано Житікаринський сільський округ, територія увійшла до складу Більшовистського та Муктікольського сільських округів[6].
- 24 травня 2017 року ліквідовано Волгоградський сільський округ, територія увійшла до складу Тімірзєвського сільського округу; Муктікольський сільський округ перетворено в Муктікольську сільську адміністрацію[7].
- 18 грудня 2019 року Тімірязєвський сільський округ був розділений на Волгоградську сільську адміністрацію та Тімірязєвську сільську адміністрацію; ліквідовано Волгоградську сільську адміністрацію, Муктікольську сільську адміністрацію та Тімірязєвську сільську адміністрацію, утворено Муктікольський сільський округ; ліквідовано Шевченковську сільську адміністрацію, територія увійшла до складу Більшовистського сільського округу[8].
- 12 грудня 2023 року Аккаргинська сільська адміністрація та Степнівська сільська адміністрація утворили Степний сільський округ[9].

## Найбільші населені пункти
Населені пункти з чисельністю населення понад 1000 осіб:
| № | Населений пункт | Населення, осіб (1989) | Населення, осіб (1999) | Населення, осіб (2009) | Населення, осіб (2021) |
| - | --------------- | ---------------------- | ---------------------- | ---------------------- | ---------------------- |
| 1 | Житікара        | 48204                  | 36359                  | 33587                  | 34880                  |
| 2 | Пригородне      | 2257                   | 1992                   | 3028                   | 1467                   |
| 3 | Забіловка       | 2327                   | 2051                   | 2158                   | 1326                   |